# Barm-e Delak
Barm-e Delak (in persiano برم‌دلک‎), è un sito con un rilievo rupestre sasanide situato a circa 10 km a sud-est di Shiraz, nella provincia di Fars in Iran.  Il rilievo roccioso era conosciuto come Bahram-e Dundalk in medio persiano, che significa cuore di Bahram.

## Storia
Il sito si trova nei pressi di un fiume, sul lato orientale di uno sperone roccioso ed è costituito da quattro rilievi.

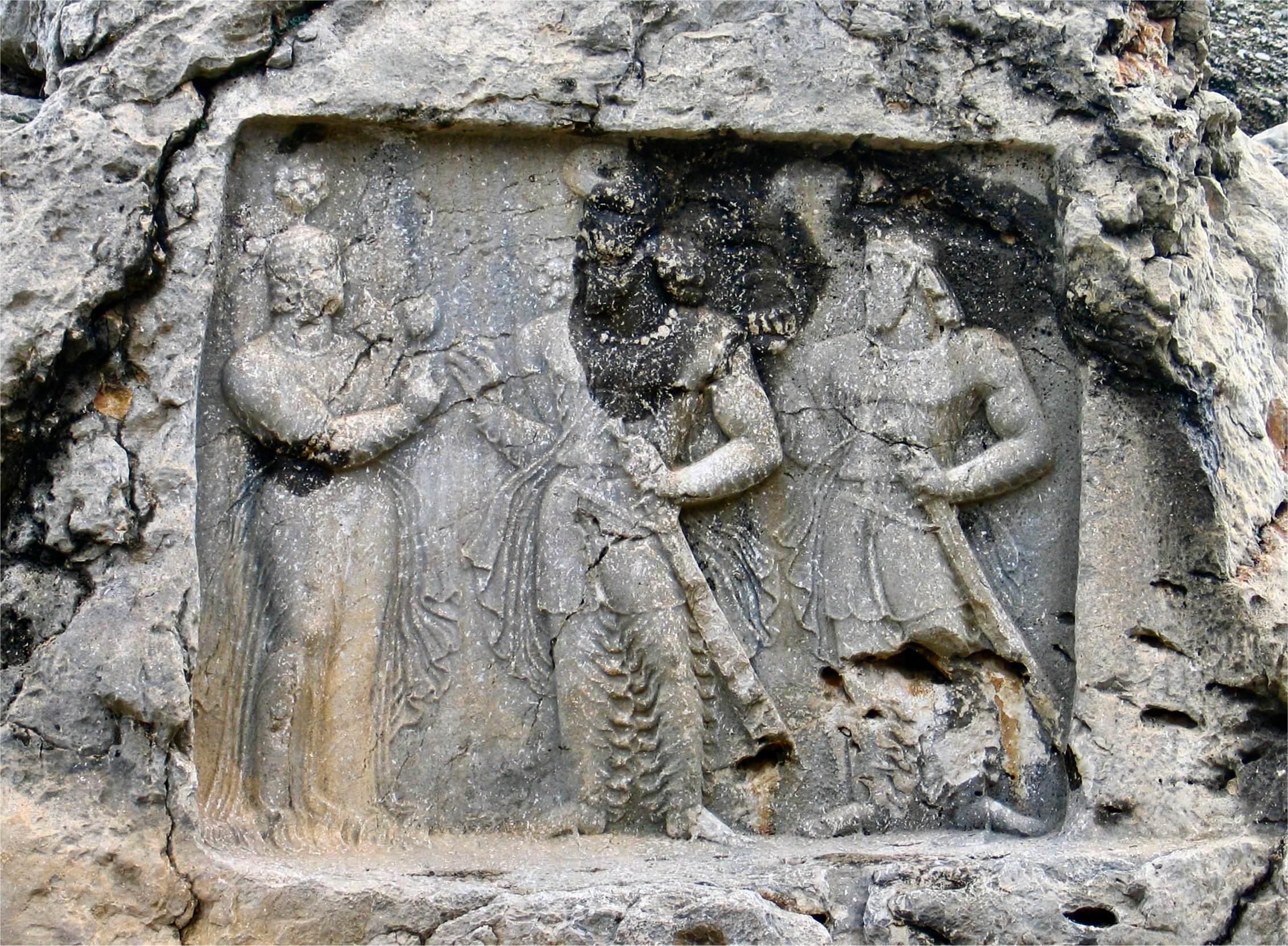
Rilievo roccioso del re sasanide Bahram II a Sarab-e Qandil (AKA Tang-e Qandil), nei pressi di Bishapur, vicino al moderno Kazerun

Il primo rilievo è una scena familiare realizzata in uno stile unico in onore del re Bahram II. Mostra il re che offre un fiore di loto a sua moglie, Shapurdukhtak.

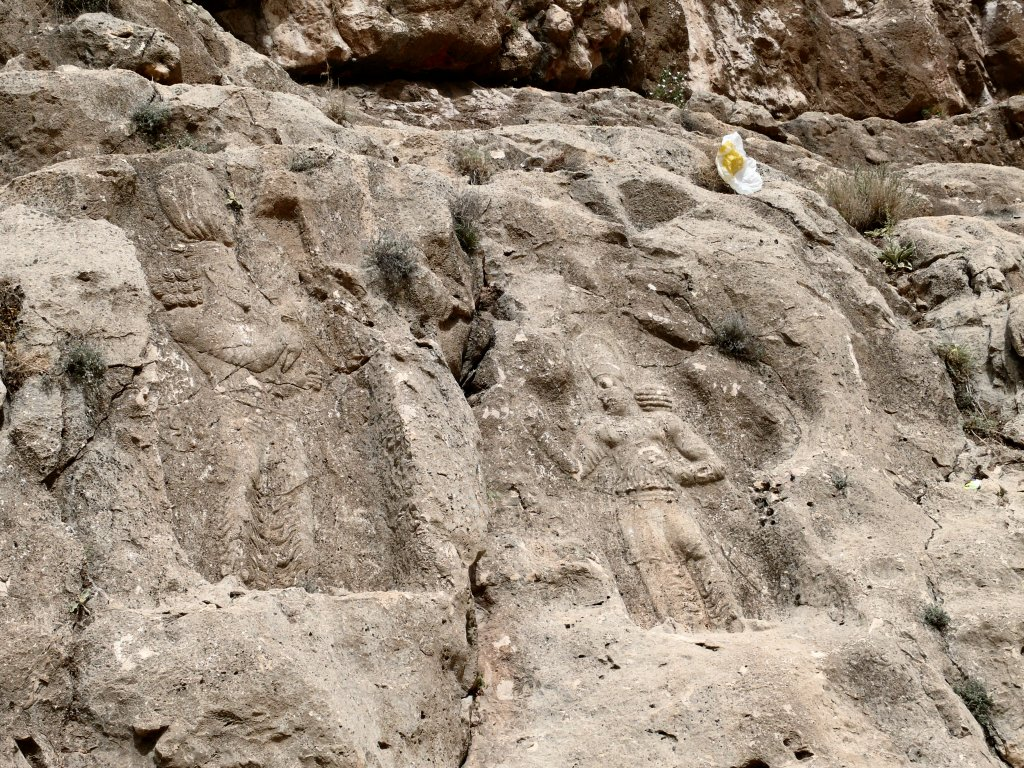
Rilievo di roccia Barm-e Dilak II

La scena ricorda quella del rilievo di Sarab-e Qandil che risale allo stesso regno, e in cui la regina offre al re un fiore di loto. Il monarca e la sua regina sono rappresentati ondeggianti, uno di fronte all'altro, in un atteggiamento che evoca amore e relax. Il drappeggio dei vestiti è perfettamente eseguito. La cornice che contiene la scultura è irregolare, traboccata dal Korymbos del re in alto e a destra, e dalla caduta della veste della regina in basso e a sinistra. Il re ha la mano sinistra appoggiata sull'elsa della spada, trattenuta da un'imbracatura.
Altri due personaggi compongono il secondo rilievo a pochi metri dal primo. Il re e un dignitario si fronteggiano e fanno ciascuno un segno di rispetto con la mano, con l'indice piegato in avanti. Per Louis Vanden Berghe, questa è una scena pubblica la cui interpretazione è delicata: i pannelli sono infatti separati da una banda di roccia non lavorata e divisi. Non è noto se si tratti di un'area lasciata vuota dal rilievo incompiuto, o se separi due scene distinte. La scena potrebbe essere collegata a quella incompiuta di Guyum.
Una iscrizione in lingua pahlavi, è difficilmente distinguibile e solo qualche parola è stata interpretata da Gerd Gropp: "...Un uomo chiamato Ardashir...".